# Pinky Amador
Pinky Amador es una cantante, actriz y modelo filipina, además fue denominada como una de las artistas originales en Londres, Reino Unido, como la elenco del certamen musical de Miss Saigon.

## Vida personal
Pinky Amador como actriz trabaja en teatro y en películas producidas en su natal Filipinas durante los tiempos que le tocó interpretar personajes en series de televisión, ya que eran difundidos los días de semana también algunas veces los fines de semana. También fue muy popular en participar y actuar en personajes como antagonista, incluso en las películas y telenovelas como El Capitán Barbell y Saan Darating Ang Umaga?. En la actualidad aún s la puede ver más a menudo en televisión y películas en los últimos años en las que se ha producido gracias a su participación.